# Psammoduon deserticola
Espèce
Synonymes
- Caesetius deserticola Simon, 1910
- Caesetius deserticola luederitzi Simon, 1910
- Caesetius masculinus Lawrence, 1938

Psammoduon deserticola est une espèce d'araignées aranéomorphes de la famille des Zodariidae.

## Distribution
Cette espèce se rencontre en Namibie et en Afrique du Sud au Cap-du-Nord,.

## Description
Les femelles types mesurent de 8 à 10 mm.
Le mâle décrit par Jocqué en 1991 mesure 5,84 mm et la femelle 7,49 mm, les mâles mesurent de 5,00 à 6,00 mm et les femelles de 7,41 à 9,57 mm.

## Systématique et taxinomie
Cette espèce a été décrite sous le protonyme Caesetius deserticola par Simon en 1910. Elle est placée dans le genre Psammoduon par Jocqué en 1991.
Caesetius deserticola luederitzi et Caesetius masculinus ont été placées en synonymie par Jocqué en 1991.

## Étymologie
Son nom d'espèce lui a été donné en référence au lieu de sa découverte, un désert.

## Publication originale
- Simon, 1910 : « Arachnoidea. Araneae (II). Zoologische und anthropologische Ergebnisse einer Forschungsreise im Westlichen und zentralen Südafrika. » Denkschriften der Medicinisch-naturwissenschaftlichen Gesellschaft zu Jena, vol. 16, p. 175-218 (texte intégral).